# تپه‌یولوتل

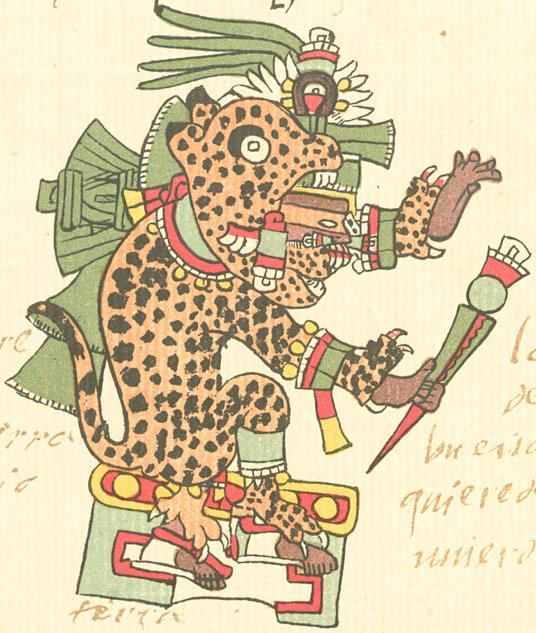
تپه‌یولوتل در دست‌نوشته تلریانو-رمنسیس.

در اسطوره‌های آزتک، تپه‌یولوتل (انگلیسی: Tepeyollotl) نام ایزد زمین‌لرزه، پژواک و جگوار بود. تپه‌یولوتل به شکل جگواری ترسیم می‌شود که به سوی خورشید می‌جهد. تپه‌یولوتل هشتمین سرور شب و سرور پاس (ساعت) هشتم شب است.
معنی لغوی تپه‌یولوتل «دل کوهستان» است.
هر ماه اوت در شهر چیلاپا د آلوارز در جنوب غرب مکزیک جشنواره‌ای به نا تیگرادا برگزار می‌شود که در آن مردم محل از ایزد، تپه‌یولوتل، درخواست باران و محصول فراوان کشاورزی می‌کنند. اهالی این درخواست را از طریق پوشیدن نقاب‌های جگوار و جامه‌های خالدار و راهپیمایی در خیابان انجام می‌دهند. 